# Equivoci di una notte di capodanno
Equivoci di una notte di capodanno (in russo Ирония судьбы, или С лёгким паром!?, Ironija sud'by, ili S lëgkim parom!, "L'ironia del destino, o Buona sauna!") è un film per la televisione del 1975 diretto da Ėl'dar Rjazanov.
Pellicola di produzione sovietica prodotta dalla Mosfil'm, è stata in seguito distribuita anche nelle sale cinematografiche russe il 31 dicembre 1975.
La sceneggiatura è stata scritta dal regista con Emil Braginskij ed è vagamente basata su un lavoro del 1971 di Rjazanov, intitolato Una volta a Capodanno (in russo Однажды в новогоднюю ночь?). È stato distribuito anche in alcuni paesi occidentali, e in Italia è stato trasmesso nel 1979, a puntate, da Rai 2.
Contemporaneamente una commedia degli equivoci e una storia d'amore velata di tristezza, il film è tradizionalmente trasmesso in Russia e in alcune altre ex repubbliche sovietiche ogni Capodanno, considerato una sorta di rituale delle feste. Molte citazioni memorabili del film sono diventati tormentoni della lingua russa.

## Trama
La chiave della trama è la relativa uniformità dell'architettura pubblica durante l'era di Brežnev. Ciò è reso esplicito in un prologo umoristico animato di Vitalij Peskov, in cui gli architetti sono scavalcati dai politici e dai burocrati, facendo sì che l'intero pianeta venga riempito da edifici identici e poco fantasiosi, del tipo che effettivamente si trova nelle periferie di ogni città, in special modo in Unione Sovietica, identici persino nelle chiavi delle porte degli appartamenti.
Seguendo la tradizione annuale, un gruppo di amici si riunisce presso una sauna a Mosca per festeggiare il Capodanno. Tutti loro si ubriacano festeggiando l'imminente matrimonio tra il personaggio maschile centrale, il modesto medico Ženja Lukašin, e Galja. Dopo la sauna, uno degli amici, Pavlik, deve prendere un aereo per Leningrado; Ženja, a sua volta, dovrebbe andare a casa per festeggiare il Capodanno con la fidanzata. Sia Ženja che Pavlik, avendo bevuto troppo, perdono la cognizione della realtà. Nemmeno gli altri amici ricordano chi tra Pavlik e Ženja deve prendere l'aereo; di fronte al dubbio, decidono erroneamente sia Ženja e lo imbarcano sull'aereo al posto di Pavlik.
Sull'aereo si addormenta sulla spalla del suo vicino, interpretato dal regista Rjazanov in un breve cameo, che lo aiuta a sbarcare dall'aereo a Leningrado. Ženja si sveglia nell'aeroporto di Leningrado convinto di essere ancora a Mosca. Prende un taxi e, ancora piuttosto ubriaco, dà all'autista il suo indirizzo. A Leningrado c'è una strada con lo stesso nome (ulica Stroitelej, via dei Muratori), con un edificio al suo indirizzo esattamente identico a quello di Ženja. La chiave di Ženja apre anche la porta dell'appartamento col suo stesso numero (come accennato nella narrazione introduttiva, in cui si è detto "...costruire appartamenti standard con blocchi standard"). All'interno, anche l'arredamento e l'aspetto dell'appartamento sono quasi identici a quelli dell'appartamento di Ženja. Ženja è troppo ubriaco per notare le differenze e va a dormire.
Più tardi la vera inquilina, la maestra Nadja Ševelëva, arriva a casa e vi trova un estraneo, che dorme nel suo letto. Spaventata, pensa dapprima che sia un ladro e cerca di allontanarlo. Siccome l'uomo non reagisce, immerso in un sonno profondo, la donna lo sveglia bruscamente, versandogli addosso una brocca piena d'acqua. Prima che lei possa convincerlo che si trova nell'appartamento di qualcun altro e che dovrebbe andarsene, Ippolit, il fidanzato di Nadja, suona il campanello. L'uomo sospetta che Nadja lo abbia tradito e se ne va indignato. Ženja cerca ora di tornare il più rapidamente possibile a Mosca, dove lo aspetta la sua fidanzata. Purtroppo, al momento non ci sono voli per Mosca. Dopo un po' di tira e molla, Nadja e Ženja finalmente si innamorano.

## Colonna sonora
Dopo aver letto la sceneggiatura, il compositore Mikaėl Tariverdiev rimase colpito dal suo genere poco definibile, finendo per considerarlo come una fiaba natalizia. Per l'accompagnamento musicale, insieme a Rjazanov ha scelto otto romanze - "sull'amore, sulla felicità, sulla gelosia, sulla bontà, sul desiderio di essere compreso" - che all'inizio suonano come un forte contrappunto a ciò che sta accadendo sullo schermo, ma poi "le forbici tra il suono e l'immagine convergono".
La colonna sonora è stata in parte pubblicata su un LP di Tariverdiev nel 1976 da Melodija. Una colonna sonora completa è stata pubblicata nel 2009 da Bomba Music (Russia) e nel 2016 da Earth (Regno Unito).
Le voci maschili sono per lo più eseguite da Sergey Nikitin, le voci femminili — da Alla Pugačëva.

## Accoglienza

### Critica
S. Kara-Murza nel suo libro Problemi nella casa russa ha pubblicato un articolo critico in cui ha rimproverato Rjazanov per "l'antisovietismo" dei suoi eroi, nonché per la formazione e la coltivazione delle immagini di "emigranti interni". Secondo lui, i personaggi del film "ironia del Destino «sono» intellettuali tipici di quegli anni con caratteristiche sociali vicine a questo cerchio", che, tuttavia, sono ben oltre i trent'anni, non hanno famiglia e figli, ma hanno madri energiche che si preoccupano del comfort e del benessere materiale. I segni discreti di «elitarismo inverosimile, aristocrazia» dei personaggi del film sono stati raccolti e assimilati da una parte molto significativa dell'intellighenzia, di conseguenza «con gioia ha accettato la Perestrojka e applaudito Sacharov».
Nel dicembre 2018, il metropolita Mark di Rjazan' ha criticato la tradizione della proiezione annuale di questo film in televisione il 31 dicembre. Secondo lui, l'idea del film — «per accadere un miracolo, non hai bisogno di lavoro, puoi semplicemente incontrarti, sederti, ubriacarti» — mina le fondamenta del cristianesimo come lavoro instancabile su te stesso, e l'acquisizione di un nuovo amore da parte degli Eroi è costruita sul tradimento.

## Influenza culturale
Nel 1981, al XXVI Congresso del PCUS, Leonid Il'ič Brežnev, nel suo rapporto, menzionò il film: "Non c'è bisogno di spiegare quanto sia importante che tutto ciò che ci circonda porti il sigillo della bellezza, del buon gusto. Le strutture olimpiche e alcuni quartieri residenziali di Mosca, le gemme rinate del passato e i nuovi complessi architettonici di Leningrado, i nuovi edifici di Alma-Ata, Vilnius, Navoiy e altre città sono il nostro orgoglio. Eppure l'urbanistica in generale ha bisogno di maggiore espressività artistica e diversità. Perché non accada come nella storia del protagonista di un film che, finito per ironia del destino in un'altra città, non è riuscito a distinguere dai suoi né un palazzo, né un appartamento."